# Szumsk (przystanek kolejowy)
Szumsk (lit. Šumskas) – zlikwidowany przystanek kolejowy w miejscowości Szumsk, w rejonie wileńskim, na Litwie. Leży na linii Wilno - Mińsk.
Przystanek stanowi odrębną miejscowość w gminie Kowalczuki.

## Historia
Przystanek istniał przed II wojną światową. Po rozpadzie Związku Sowieckiego został ostatnim punktem zatrzymywania się pociągów na Litwie, przed granicą z Białorusią. Zlikwidowany został po przystąpieniu Litwy do strefy Schengen.